# George Alagiah
George Maxwell Alagiah (Colombo, Sri Lanka; 22 de noviembre de 1955 - Londres, Reino Unido; 24 de julio de 2023) fue un locutor, periodista y presentador de televisión británico.

## Primeros años
Sus padres, Donald Alagiah, ingeniero, y Therese, eran de origen tamil de Sri Lanka. En 1961, sus padres se trasladaron a Ghana, en África Occidental, donde cursó su educación primaria en la Escuela Internacional Christ the King. Tenía cuatro hermanas. Luego, continuó su educación secundaria en el St John's College, una escuela católica independiente en Portsmouth (Inglaterra), y posteriormente estudió política en el Van Mildert College de la Universidad de Durham. Durante su tiempo en Durham, escribió y se convirtió en editor del periódico estudiantil Palatinate, y también fue miembro de la Unión de Estudiantes de Durham.
En la década de 1980, después de dejar la universidad, trabajó para South Magazine, llegando a ser editor para África.

## Carrera
Alagiah se unió a la BBC en 1989 después de siete años en el periodismo impreso con South Magazine. Antes de convertirse en presentador, fue corresponsal de países en desarrollo, y luego corresponsal de Sudáfrica en Johannesburgo. Como uno de los principales corresponsales extranjeros de la BBC, informó sobre eventos que van desde el genocidio en Ruanda hasta la difícil situación de los árabes de las marismas en el sur de Irak y las guerras civiles en Afganistán, Liberia, Sierra Leona y Somalia. 
En 1999 se convirtió en el presentador adjunto de BBC One O'Clock News y BBC Nine O'Clock News. Fue presentador de BBC Four News desde su lanzamiento en 2002; el programa fue relanzado más tarde como The World y luego otra edición de World News Today. En enero de 2003 se unió a BBC Six O'Clock News, que copresentó con Sophie Raworth hasta octubre de 2005, y con Natasha Kaplinsky hasta octubre de 2007.
En diciembre de 2007, se convirtió en el único presentador de BBC Six O'Clock News. En 2006, comenzó a presentar World News Today en BBC News y BBC Two, que pasó a llamarse GMT el 1 de febrero de 2010. Apareció por última vez en el programa en 2014. Anteriormente fue presentador de relevo en BBC News at Ten, presentando principalmente de lunes a jueves cuando los presentadores principales Huw Edwards y Fiona Bruce estaban indisponible.
Especialista en África y el mundo en desarrollo, Alagiah entrevistó, entre otros, a Nelson Mandela, al arzobispo Desmond Tutu, al exsecretario general de las Naciones Unidas Kofi Annan y al expresidente de Zimbabue Robert Mugabe. Sus otros documentales y reportajes incluyen informes sobre por qué la acción afirmativa en Estados Unidos es una "causa perdida", para el programa Assignment, la campaña genocida de Sadam Huseín contra los kurdos del norte de Irak para el programa Newsnight de la BBC y un informe sobre la última reunión de los veteranos de Dunkerque.

## Premios e intereses
En 2000, Alagiah formó parte del equipo de la BBC que ganó un premio BAFTA por su cobertura del conflicto de Kosovo. Ganó numerosos premios, incluido el de Mejor Reportaje Internacional en la Royal Television Society en 1993, y en 1994 fue el ganador general de los Premios de Medios de Amnistía Internacional del Reino Unido. Fue nombrado oficial de la Orden del Imperio Británico (OBE) en los Honores de Año Nuevo de 2008 por sus servicios al periodismo.
Sus apariciones en festivales literarios incluyeron Cheltenham, Keswick, Hay-on-Wye y Londres, y habló en la Royal Geographical Society, la Royal Society of Arts y la Royal Overseas League. Estuvo en el directorio de la Royal Shakespeare Company.
De 2002 a 2009 fue patrocinador de The Fairtrade Foundation, pero en julio de 2009 la dirección de la BBC lo obligó a dimitir, alegando un conflicto de intereses profesional. Se recibieron quejas en la BBC de miembros del público que no estaban contentos de que se le hubiera pedido a Alagiah que renunciara. La BBC respondió que, de acuerdo con sus principios de imparcialidad, sería inapropiado que se viera a uno de sus principales periodistas apoyando un movimiento que claramente representa una visión controvertida del comercio mundial. También participó activamente en el apoyo a las microfinanzas como herramienta para el desarrollo, incluidas apariciones en apoyo de Opportunity International. Se convirtió en patrocinador de Parenting UK en 2000.
En 2010, recibió el premio al Logro Sobresaliente en Televisión en The Asian Awards.
En 2020, su novela debut The Burning Land fue preseleccionada para un premio de la Sociedad de Autores. El libro se describe como un "thriller emocionante y apasionante sobre la corrupción y el homicidio en Sudáfrica".

## Vida personal y enfermedad
Alagiah estaba casado con Frances Robathan, a quien conoció en la Universidad de Durham. Tuvieron dos hijos, Adam y Matthew, y vivían en Stoke Newington, al norte de Londres.
En abril de 2014, se anunció que Alagiah estaba siendo tratado por cáncer colorrectal. Una declaración de la BBC decía: "Está agradecido por todos los buenos deseos que ha recibido hasta ahora y es optimista por un resultado positivo". El 28 de junio, Alagiah anunció en Twitter que estaba logrando "progresos alentadores". A fines de octubre de 2015, anunció en Twitter que el tratamiento había terminado oficialmente y regresó a la BBC el 10 de noviembre. En enero de 2018, se supo que el cáncer había regresado y que se sometería a un tratamiento adicional.
En marzo de 2018, en una entrevista con The Sunday Times, señaló que su cáncer era terminal y podría haberse detectado antes si el programa de detección en Inglaterra, que se ofrece automáticamente a partir de los 60 años, fuera el mismo que en Escocia, donde se ofrece automáticamente a partir de los 50 años.
En junio de 2020 dijo que el cáncer se había extendido a sus pulmones, hígado y ganglios linfáticos, pero que no estaba en una etapa crónica o terminal. En octubre de 2022 anunció que su cáncer se había propagado aún más y se tomó un descanso de la televisión para someterse a una nueva serie de tratamientos.
Alagiah murió a causa de la enfermedad el 24 de julio de 2023, a los 67 años.